# Oranje Szabadállam zászlaja
Oranje Szabadállam zászlaját III. Vilmos holland király tervei alapján szerkesztették meg 1856-ban két évvel Oranje Szabadállam alapítását követően. A zászlót hivatalosan 1857. október 23-tól használták mint az állam jelképét. Egyébként ez a nap volt az állam alapításának harmadik évfordulója. 

## Leírása
A zászlót 1857-től egészen az állam 1902-es megszüntetéséig használták. A zászló vízszintesen fekvő. Jelentősebb részét vízszintesen fekvő 3 pár egyenlő szélességű narancssárga-fehér csíkok teszik ki. Bal sarkában a Holland Királyság lobogója van vízszintesen fekvő vörös-fehér-kék színekkel, amely a zászló fehér-narancssárga csíkjaiból hármat tesz ki. 
A második búr háborút követően Oranje Szabadállamot megszüntették, így lobogóját is. Ennek ellenére az 1928-ban kiadott Dél-afrikai Köztársaság zászlajába belekerült. Itt a nagy narancssárga-fehér-kék zászló közepében a vízszintesen fekvő brit és transvaali zászlóval közrefogva függőlegesen állva látható.  

## Képgaléria

Dél-Afrikai Unió zászlaja 1928-1994
A Dél-afrikai Köztársaság zászlaja.

## Fordítás
- Ez a szócikk részben vagy egészben  a   Flag of the Orange Free State című angol Wikipédia-szócikk fordításán alapul.  Az eredeti cikk szerkesztőit annak laptörténete sorolja fel. Ez a jelzés csupán a megfogalmazás eredetét és a szerzői jogokat jelzi, nem szolgál a cikkben szereplő információk forrásmegjelöléseként.